# Jorge Bolena
Jorge Bolena, 2.º Visconde Rochford (nascido George Boleyn; c. 1504 — 17 de maio de 1536), foi filho de Tomás Bolena, 1.º Conde de Wiltshire e de Isabel Howard. Foi Visconde Rochford de 1533 a 1536.
Jorge era irmão de Ana Bolena, a segunda esposa do rei Henrique VIII de Inglaterra, e Maria Bolena, que foi amante do rei Henrique antes do casamento dele com Ana. Era tio materno da rainha Isabel I de Inglaterra, e sobrinho de Tomás Howard, 3.º Duque de Norfolk.
Foi acusado de incesto com a própria irmã, Ana e de, com isso, provocar o nascimento do bebê natimorto da rainha. O voto de culpá-los foi unânime, incluindo o voto do seu próprio tio, Tomás Howard, 3.º Duque de Norfolk. Acredita-se que a queixa foi dada pela sua própria esposa, Joana Parker. Jorge foi decapitado dois dias antes da irmã a 17 de maio de 1536.